# 南藍鱈
南藍鱈為輻鰭魚綱鱈形目鱈科的其中一種，分布於西南大西洋的福克蘭群島及阿根廷巴塔哥尼亞半島及東南太平洋的智利海域，棲息深度50-900公尺，體長可達90公分，棲息在大陸棚及大陸坡，喜群游，具迴游習性，屬肉食性，以甲殼類、橈腳類、頭足類及小魚等為食，為高經濟價值的食用魚。